# Ланс (футбольний клуб)
«Ланс» (фр. Racing Club de Lens) — французький футбольний клуб з однойменного міста. В сезоні 2022/2023 виступає у Лізі 1.

## Досягнення
Ліга 1
- Чемпіон (1): 1998
- Віце-чемпіон (5): 1956, 1957, 1977, 2002, 2023

Ліга 2
- Чемпіон (4): 1937, 1949, 1973, 2009

Кубок Франції
- Фіналіст (3): 1948, 1975, 1998

Кубок Французької ліги
- Володар (2): 1994, 1999
- Фіналіст (1): 2008

Кубок Шарля Драґо
- Володар (3): 1959, 1960, 1965
- Фіналіст (1): 1957

Кубок Гамбарделла
- Володар (3): 1957, 1958, 1992
- Фіналіст (4): 1979, 1983, 1993, 1995

Кубок УЄФА
- Півфіналіст (1): 1999/00

Кубок Інтертото
- Володар (2): 2005, 2007

## Поточний склад
Станом на 9 серпня 2025
| №  | Поз. | Нац.                 | Гравець                               |
| -- | ---- | -------------------- | ------------------------------------- |
| 1  | ВР   | Франція              | Реджис Гюртнер                        |
| 2  | ЗХ   | Франція              | Рубен Агілар                          |
| 3  | ЗХ   | Колумбія             | Дейвер Мачадо                         |
| 4  | ЗХ   | Боснія і Герцеговина | Нідал Челик                           |
| 5  | ПЗ   | Чорногорія           | Андрія Булатович                      |
| 6  | ЗХ   | Австрія              | Самсон Байду                          |
| 7  | НП   | Франція              | Флор'ян Сотока (капітан)              |
| 9  | НП   | Уругвай              | Мартін Сатріано (в оренді з «Мілана») |
| 10 | НП   | Франція              | Флоріан Товен                         |
| 11 | ПЗ   | Франція              | Анжело Фюльжині                       |
| 13 | ЗХ   | Еквадор              | Джоаннер Чавес                        |
| 14 | ЗХ   | Франція              | Маттьє Удоль                          |
| 15 | ПЗ   | Нігерія              | Гамзат Ожедіран                       |

| №  | Поз. | Нац.              | Гравець                                 |
| -- | ---- | ----------------- | --------------------------------------- |
| 18 | ПЗ   | Франція           | Анді Діуф                               |
| 20 | ЗХ   | Франція           | Маланг Сарр                             |
| 22 | НП   | Франція           | Веслі Саїд                              |
| 23 | ЗХ   | Саудівська Аравія | Сауд Абдулхамід (в оренді з «Роми»)     |
| 24 | ЗХ   | Франція           | Жонатан Граді                           |
| 25 | НП   | Швеція            | Джеремі Агбоніфо (в оренді з «Геккена») |
| 28 | ПЗ   | Франція           | Адрієн Томассон                         |
| 29 | НП   | Гвінея            | Морган Гілавогі                         |
| 35 | НП   | Франція           | Антоні Бермон                           |
| 36 | НП   | Гваделупа         | Ремі Лабо                               |
| 40 | ВР   | Франція           | Робен Ріссе                             |
|    | ПЗ   | Гана              | Саліс Абдул Самед                       |